# Parc Natural de la Serra Calderona
El Parc Natural de la Serra Calderona és un parc natural de la Generalitat Valenciana des que fou declarat el 15 de gener de 2002.

## Els límits del parc
Se situa entre les comarques de l'Alt Palància, Camp de Morvedre, Camp de Túria i l'Horta Nord, a tan sols 20 km de la ciutat de València. Amb una extensió de 18.019 hectàrees, inclou la part oriental de la Serra Calderona, altrament coneguda com a serres de Portaceli i Calderona, que al seu torn és l'última elevació del sistema Ibèric,

## Serveis del parc
El centre de visitants s'ubica als afores de Nàquera, al vessant sud de la serra. Hi ha nombroses àrees d'esbarjo.